# Dil Kya Kare
Dil Kya Kare (Hindi दिल क्या करे, übersetzt: Was würde dieses Herz machen?) ist ein indischer Film aus dem Jahr 1999.

## Handlung
Eine glückliche Familie lebt zusammen: Der Architekt und Familienvater Anand Kishore lebt mit seiner Frau Kavita und seiner Tochter Neha in einem großen Haus. Neha wurde von dem Ehepaar adoptiert, da Kavita, als sie schwanger war, einen Unfall hatte und nun keine Kinder gebären kann. Außerdem geht der Familienfreund und Dichter Somu immer bei ihnen ein und aus.
Eines Tages kommt eine Besorgnis in Kavita auf. Die 5-jährige Neha bekommt Geschenke von einer unbekannten Frau, die immer vor Schulende auf sie wartet. Kavita findet ihren Namen heraus; die Frau heißt Nandita Rai. Auf dem Spielplatz hinter dem Haus sieht Kavita Neha mit dieser fremden Frau spielen. Als sie sie zur Rede stellt, erfährt sie von Nandita, dass sie die biologische Mutter von Neha ist. Nach einem weiteren kleinen Gespräch lädt Kavita Nandita zu sich nach Hause ein. Sie bleibt für eine Nacht bei Neha und hatte geplant am nächsten Tag nach Benares zu verreisen.
Am nächsten Tag kommt Anand von einer Geschäftsreise zurück. Nachdem er Nandita erblickt, kommen alte Erinnerungen in ihm hoch. Er ist Nandita schon einmal vor sechs Jahren begegnet: Es war nachts im Zug. Er hörte plötzlich Schreie und wollte nachsehen. Da wurde eine hilflose Frau von einigen Männern belästigt. Sofort stand er ihr zur Hilfe bei und sie kamen sich dadurch näher. Seitdem hatten sie sich nie wieder gesehen.
Selbst Nandita ist beim Anblick von Anand geschockt und verwirrt zugleich. Sie gesteht ihm unter vier Augen, dass er der wirkliche Vater von Neha ist. Zudem erzählt sie von ihrer Vergangenheit und was ihr alles in dieser Zeit widerfahren ist: Nach dem One-Night-Stand verschwand sie aus Anands Leben. Ihr Vater wollte die gebildete Tochter verheiraten. Noch bei den Hochzeitsvorbereitungen überkommt Nandita eine Übelkeit. Die Tante schöpft Verdacht und zusammen mit ihrem Vater suchen sie eine Ärztin auf, wo ihr Vater sie zu einer Abtreibung drängt, doch dafür ist es bereits zu spät. Nun bleibt ihr nichts anderes übrig als das Kind nach der Geburt zur Adoption freizugeben. Danach hat Nandita fünf Jahre in Australien studiert, um von ihrem Vater nicht nochmals verheiratet zu werden. Erst nach dem Tod ihres Vaters traute sie sich ihre Tochter Neha zu suchen.
Anand ist von dieser Geschichte sehr berührt und versucht Nandita zu trösten und nimmt sie in seine Arme. Kavita glaubt ihren Augen nicht als sie die beiden so sieht. Anand versucht sie zu beruhigen. Außerdem gesteht er ihr seinen Seitensprung, wobei sie ihn auf der Stelle verlässt.
Anand bittet Kavita um Vergebung, die bei Somu Unterschlupf findet. Dort entdeckt er auf dem Tisch die Scheidungspapiere. Von ihrem Vorhaben lässt sie sich jedoch nicht abbringen und so stehen sie vor Gericht. Zu Anands Glück wird die Verhandlung vertagt und wieder versucht er Kavita zurückzugewinnen. In diesem Moment taucht Nandita auf. Sie bittet Kavita Anand zu verzeihen, da er sie wirklich liebt und niemals verlieren möchte. Und so ist die Familie wieder vereint und Nandita verabschiedet sich von den Kishores und fährt mit dem Zug nach Benares, mit ihr die wertvollen Erinnerungen an Neha.

## Auszeichnungen
- Star Screen Award/Beste Hintergrundmusik an Naresh Sharma (2000)

## Sonstiges
Zu den zahlreichen Playbacksängern dieses Films gehören Kavita Krishnamurti, Udit Narayan, Kumar Sanu und Alka Yagnik.
Dil Kya Kare war der erste gemeinsame Film von Ajay Devgan und Kajol nach ihrer Hochzeit und wurde deshalb auch stark publiziert.